# Mine
Mine (jap. 美祢市 Mine-shi) – miasto w Japonii, leżące w prefekturze Yamaguchi, na zachodnim krańcu wyspy Honsiu (Honshū).

## Położenie
Miasto leży w zachodniej części prefektury, graniczy z miastami:
- Ube
- Shimonoseki
- Nagato
- San’yō-Onoda